# 인텔 iPSC/860
인텔 iPSC/860은 1990년에 인텔이 출시한 대규모 병렬 컴퓨터이다. 인텔 iPSC/2 후속 제품이며 이후 인텔 파라곤에 의해 대체된다. iPSC/860은 최대 128개의 프로세서가 하이퍼큐브 토폴로지로 연결이 된다. 각 프로세서는 인텔 i860이나 인텔 80386 프로세서가 사용된다.